# Diocesi di Kamloops
La diocesi di Kamloops (in latino Dioecesis Kamloopsensis) è una sede della Chiesa cattolica in Canada suffraganea dell'arcidiocesi di Vancouver. Nel 2021 contava 42.230 battezzati su 377.000 abitanti. È retta dal vescovo Joseph Phuong Nguyen.

## Territorio
La diocesi comprende parte della provincia della Columbia Britannica in Canada.
Sede vescovile è la città di Kamloops, dove si trova la cattedrale del Sacro Cuore di Gesù.
Il territorio si estende su 119.000 km² ed è suddiviso in 25 parrocchie.

## Storia
La diocesi è stata eretta il 22 dicembre 1945 con la bolla Quae rei sacrae di papa Pio XII, ricavandone il territorio dall'arcidiocesi di Vancouver.

## Cronotassi dei vescovi
Si omettono i periodi di sede vacante non superiori ai 2 anni o non storicamente accertati.
- Edward Quentin Jennings † (22 febbraio 1946 - 14 maggio 1952 nominato vescovo di Fort William)
- Michael Alphonsus Harrington † (27 agosto 1952 - 1º agosto 1973 deceduto)
- Adam Joseph Exner, O.M.I. † (16 gennaio 1974 - 31 marzo 1982 nominato arcivescovo di Winnipeg)
- Lawrence Sabatini, C.S. (30 settembre 1982 - 2 settembre 1999 dimesso)
  - Sede vacante (1999-2002)
- David John James Monroe (5 gennaio 2002 - 1º giugno 2016 ritirato)
- Joseph Phuong Nguyen, dal 1º giugno 2016

## Statistiche
La diocesi nel 2021 su una popolazione di 377.000 persone contava 42.230 battezzati, corrispondenti all'11,2% del totale.
| anno | popolazione | popolazione | popolazione | presbiteri | presbiteri | presbiteri | presbiteri                | diaconi | religiosi | religiosi | parrocchie |
| anno | battezzati  | totale      | %           | numero     | secolari   | regolari   | battezzati per presbitero | diaconi | uomini    | donne     | parrocchie |
| ---- | ----------- | ----------- | ----------- | ---------- | ---------- | ---------- | ------------------------- | ------- | --------- | --------- | ---------- |
| 1950 | 8.800       | 60.000      | 14,7        | 23         | 9          | 14         | 382                       |         | 20        | 35        | 10         |
| 1965 | 17.000      | 123.000     | 13,8        | 26         | 13         | 13         | 653                       |         | 14        | 51        | 13         |
| 1970 | 19.000      | 135.000     | 14,1        | 15         | 13         | 2          | 1.266                     |         | 7         | 45        | 13         |
| 1976 | 27.000      | 132.260     | 20,4        | 25         | 14         | 11         | 1.080                     |         | 17        | 45        | 20         |
| 1980 | 27.800      | 136.000     | 20,4        | 31         | 18         | 13         | 896                       |         | 20        | 48        | 21         |
| 1990 | 37.000      | 237.000     | 15,6        | 25         | 13         | 12         | 1.480                     | 1       | 17        | 34        | 25         |
| 1999 | 36.500      | 400.000     | 9,1         | 23         | 12         | 11         | 1.586                     | 1       | 15        | 18        | 29         |
| 2000 | 36.500      | 400.000     | 9,1         | 24         | 12         | 12         | 1.520                     | 2       | 16        | 18        | 29         |
| 2001 | 36.500      | 400.000     | 9,1         | 25         | 14         | 11         | 1.460                     | 2       | 15        | 17        | 29         |
| 2002 | 36.500      | 400.000     | 9,1         | 25         | 15         | 10         | 1.460                     | 1       | 15        | 15        | 29         |
| 2003 | 47.000      | 400.000     | 11,8        | 25         | 14         | 11         | 1.880                     | 1       | 14        | 15        | 29         |
| 2004 | 47.000      | 400.000     | 11,8        | 25         | 15         | 10         | 1.880                     | 1       | 13        | 15        | 29         |
| 2006 | 51.900      | 408.000     | 12,7        | 22         | 14         | 8          | 2.359                     | 1       | 11        | 15        | 25         |
| 2011 | 51.435      | 404.435     | 12,7        | 19         | 14         | 5          | 2.707                     |         | 7         | 17        | 24         |
| 2013 | 57.600      | 413.300     | 13,9        | 22         | 17         | 5          | 2.618                     |         | 6         | 13        | 24         |
| 2016 | 58.870      | 425.623     | 13,8        | 20         | 16         | 4          | 2.943                     |         | 7         | 10        | 24         |
| 2019 | 61.000      | 441.400     | 13,8        | 19         | 16         | 3          | 3.210                     | 2       | 3         | 6         | 24         |
| 2021 | 42.230      | 377.000     | 11,2        | 21         | 17         | 4          | 2.010                     | 2       | 4         | 7         | 25         |